# Tam Dân, Cao Hùng

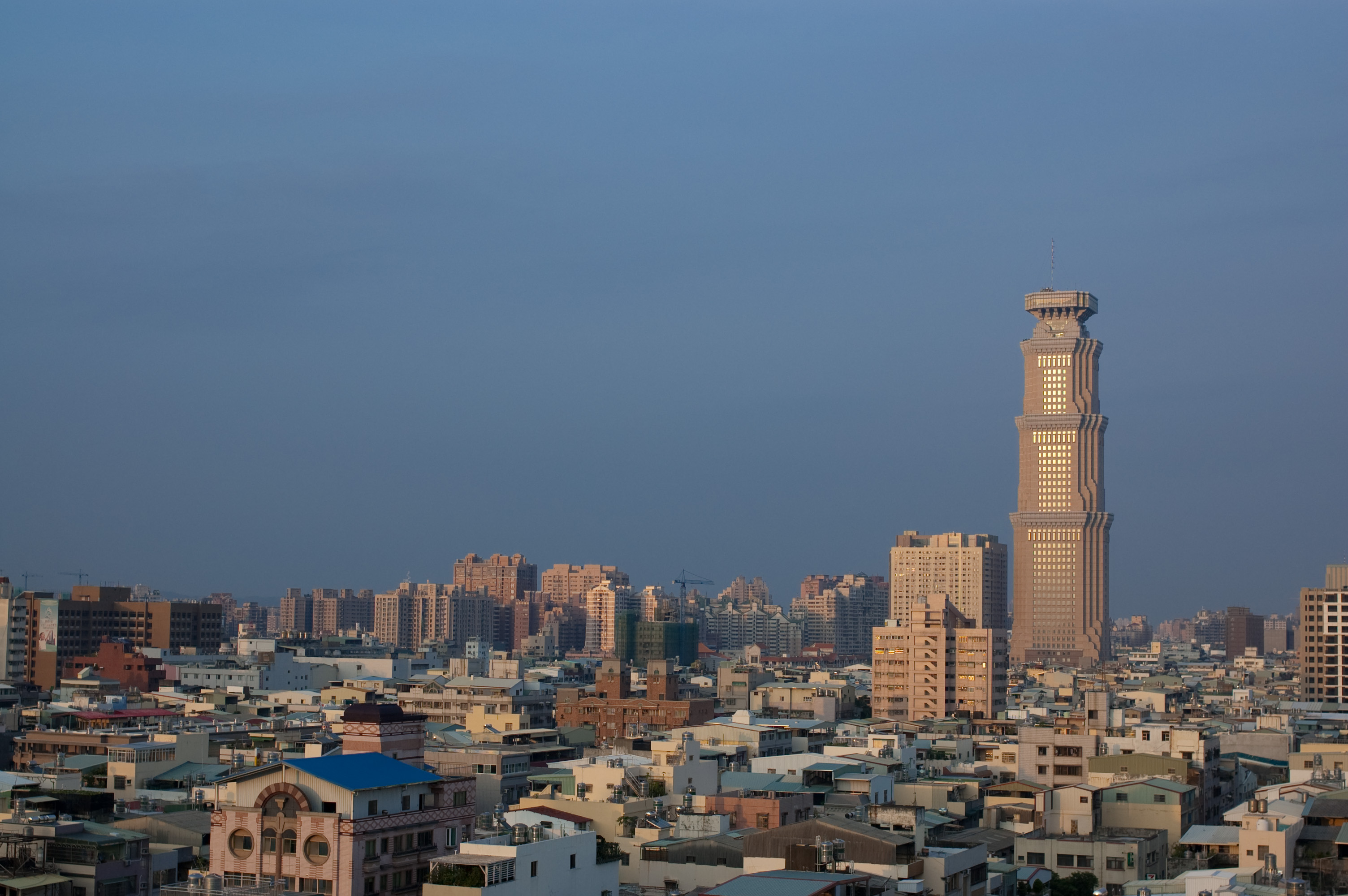
Tam Dân khu

Vị trí tại Cao Hùng

 Tam Dân (tiếng Trung: 三民區; bính âm: Sānmín Qū) là một khu (quận) của thành phố Cao Hùng, Trung Hoa Dân Quốc (Đài Loan). Quận nằm ở khu vực trung tâm thành phố và có diện tích 19,7866 km², dân số vào tháng 8 năm 2011 là 352.395 người thuộc 132.449 hộ gia đình, mật độ cư trú đạt 17809,8 người/km².